# Copa de Campeones de la Concacaf 1974
La Copa de Campeones de 1974 fue la décima edición de la Copa de Campeones de la Concacaf, torneo de fútbol a nivel de clubes más importante de Norteamérica, Centroamérica y el Caribe. El torneo comenzó el 5 de mayo y culminó el 27 de octubre de 1974. 
Los equipos norteamericanos formaron parte del torneo pero se retiraron, por lo que el Municipal de Guatemala fue el conjunto más fuerte para poder quedarse con su primer y único título en la competición. Por ello, disputó la Copa Interamericana 1974 frente a Independiente de Argentina; cabe recalcar, que fue el primer y único equipo guatemalteco en jugarla.

## Equipos participantes
En cursiva los equipos debutantes en el torneo.
| País                          | Equipo                                      |
| ----------------------------- | ------------------------------------------- |
| Guatemala · 2 cupos           | CSD Municipal Aurora FC                     |
| Surinam 2 cupos               | SV Transvaal SV Robinhood                   |
| El Salvador · 2 cupos         | Alianza FC CD Negocios Internacionales      |
| Antillas Neerlandesas 2 cupos | CRKSV Jong Colombia Real Rincón             |
| Nicaragua · 2 cupos           | Diriangén FC Deportivo Universidad Católica |
| Honduras 2 cupos              | CD Motagua CD Marathón                      |
| Costa Rica · 2 cupos          | CS Cartaginés Deportivo Saprissa            |
| Bermudas 2 cupos              | Devonshire Colts North Village Rams         |
| Estados Unidos 1 cupo         | Maccabi Los Angeles SC                      |

## Zona Norteamericana
Los participantes eran los siguientes equipos; pero los partidos no se jugaron porque se retiraron antes del torneo.
| - Bermudas - Devonshire Colts - North Village Rams | - Estados Unidos - Maccabi Los Angeles |

## Zona Centroamericana

### Primera ronda

#### Alianza - Universidad Católica
| 26 de mayo de 1974 | Universidad Católica | 0:5 | Alianza                                           | Estadio Flor Blanca, San Salvador |  |
|                    |                      |     | Cañadas · González · Guerra · Hermosilla · Osorio |                                   |  |

| 28 de mayo de 1974 | Alianza  | 1:0 (Global 6:0) | Universidad Católica | Estadio Flor Blanca, San Salvador |  |
|                    | González |                  |                      |                                   |  |

#### Motagua - Cartaginés
| 5 de mayo de 1974 | Motagua       | 1:0 (1:0) | Cartaginés | Estadio Nacional, Tegucigalpa |                          |
|                   | Hernández 40' |           |            | Árbitro(s): Miguel Lépiz      | Árbitro(s): Miguel Lépiz |

| 19 de mayo de 1974 | Cartaginés | 0:2 (0:1) (Global 0:3) | Motagua                    | Estadio Fello Meza, Cartago        |                                    |
|                    |            |                        | Blandón 40' · Guifarro 48' | Árbitro(s): Cecilio Midence Torres | Árbitro(s): Cecilio Midence Torres |

#### Aurora - Saprissa
| 12 de mayo de 1974 | Saprissa                      | 2:1 (1:0) | Aurora               | Estadio Ricardo Saprissa, San José                       |                                                          |
|                    | C. Solano 39' · G. Solano 84' |           | F. Solano 59' (a.g.) | Asistencia: 3 304 espectadores Árbitro(s): Efrén Aguilar | Asistencia: 3 304 espectadores Árbitro(s): Efrén Aguilar |

| 19 de mayo de 1974                                   | Aurora           | 2:1 (0:0; 2:1) (Global 3:3) | Saprissa      | Estadio del Ejército, Ciudad de Guatemala |  |
|                                                      | Morales 72', 89' |                             | G. Solano 66' |                                           |  |
| Aurora clasifica por medio de lanzamiento de moneda. |                  |                             |               |                                           |  |

#### Municipal - Marathón
| 19 de mayo de 1974 | Marathón | 0:1 (0:0) | Municipal     | Estadio Francisco Morazán, San Pedro Sula |  |
|                    |          |           | Mitrovich 75' |                                           |  |

| 26 de mayo de 1974 | Municipal                         | 3:0 (1:0) (Global 4:0) | Marathón | Estadio Mateo Flores, Ciudad de Guatemala |  |
|                    | Anderson 51', 54' · Mitrovich 15' |                        |          |                                           |  |

#### Negocios Internacionales - Diriangén
| 26 de mayo de 1974 | Negocios Internacionales             | 4:1 | Diriangén   | Estadio Flor Blanca, San Salvador |  |
|                    | Biardo ?', ?' · Desconocido/s ?', ?' |     | Quintanilla |                                   |  |

### Segunda ronda

#### Aurora - Negocios Internacionales
| 21 de junio de 1974 | Aurora                   | 3:1 | Negocios Internacionales | Estadio Mateo Flores, Ciudad de Guatemala |  |
|                     | Morales ?', ?' · Pennant |     | Desconocido              |                                           |  |

| 28 de junio de 1974 | Negocios Internacionales | 2:2 (Global 3:5) | Aurora         | Estadio Flor Blanca, San Salvador |  |
|                     | Meneses · Sosa           |                  | Diaz · Morales |                                   |  |

#### Municipal - Motagua
| 21 de junio de 1974 | Motagua | 0:0 | Municipal | Estadio Nacional, Tegucigalpa   |  |
|                     |         |     |           | Asistencia: 13,858 espectadores |  |

| 28 de junio de 1974 | Municipal                                       | 4:0 (4:0) (Global 4:0) | Motagua | Estadio Mateo Flores, Ciudad de Guatemala |  |
|                     | Mitrovich 10', 41' · Benítez 31' · Anderson 35' |                        |         |                                           |  |

### Tercera ronda
| 21 de agosto de 1974 | Aurora               | 2:3 | Alianza                    | Estadio Mateo Flores, Ciudad de Guatemala |  |
|                      | Desconocido/s ?', ?' |     | Ottensen ?', ?' · González |                                           |  |

| 1 de septiembre de 1974 | Alianza | 1:0 (Global 4:2) | Aurora | Estadio Flor Blanca, San Salvador |  |
|                         | Cañadas |                  |        |                                   |  |

### Cuarta ronda
| 29 de septiembre de 1974 | Alianza | 0:1 | Municipal | Estadio Flor Blanca, San Salvador |                          |
|                          |         |     | Benítez   | Árbitro(s): Miguel Lépiz          | Árbitro(s): Miguel Lépiz |

| 6 de octubre de 1974 | Municipal        | 2:0 (Global 3:0) | Alianza | Estadio Mateo Flores, Ciudad de Guatemala |  |
|                      | Benítez · Carías |                  |         |                                           |  |

## Zona del Caribe

### Primera ronda
| Equipo Local Ida | Resultado | Equipo Visitante Ida | Ida   | Vuelta |
| ---------------- | --------- | -------------------- | ----- | ------ |
| Jong Colombia    | 3 - 2     | Robinhood            | 2 - 2 | 1 - 0  |
| Transvaal        | 12 - 1    | Real Rincón          | 6 - 1 | 6 - 0  |

### Segunda ronda
| Equipo Local Ida | Resultado | Equipo Visitante Ida | Ida   | Vuelta |
| ---------------- | --------- | -------------------- | ----- | ------ |
| Jong Colombia    | 3 - 5     | Transvaal            | 1 - 2 | 2 - 3  |

## Final

### Ida
| 24 de octubre de 1974 | Transvaal     | 1:2 (0:0) | Municipal                  | Estadio Mateo Flores, Ciudad de Guatemala |  |
|                       | Vanenburg 55' | Reporte   | Anderson 48' · Benítez 75' |                                           |  |

### Vuelta
| 27 de octubre de 1974 | Municipal          | 2:1 (1:1) (Global 4:2) | Transvaal            | Estadio Mateo Flores, Ciudad de Guatemala                  |                                                            |
|                       | Mitrovich 33', 73' | Reporte                | Vanenburg 43' (pen.) | Asistencia: 30 000 espectadores Árbitro(s): Javier Galindo | Asistencia: 30 000 espectadores Árbitro(s): Javier Galindo |

|            | POR        | Adrián Fernández        |       |
|            | DEF        | Leonardo McNish         |       |
|            | DEF        | Carlos Monterroso       |       |
|            | DEF        | Lijón de León           |       |
|            | DEF        | Armando Melgar          |       |
|            | MED        | Benjamín Monterroso     |       |
|            | MED        | Miguel Ángel Pérez      |       |
|            | MED        | Raúl Washington Benítez |       |
|            | DEL        | José Emilio Mitrovich   |       |
|            | DEL        | Miguel Ángel Cobián     | Salió |
|            | DEL        | Julio César Anderson    |       |
| Entrenador | Entrenador | Rubén Amorín            |       |

|            | POR        | Emile Barron        |       |
|            | DEF        | Goodrrief           |       |
|            | DEF        | Gesser              |       |
|            | DEF        | Fraam               |       |
|            | DEF        | Regillio Doest      |       |
|            | MED        | Roy Vanenburg       |       |
|            | MED        | Gerrit Waal         |       |
|            | DEL        | George Headley      | Salió |
|            | DEL        | Edwin Schal         |       |
|            | DEL        | Wensley Bundel      |       |
|            | DEL        | Humphrey Castillion | Salió |
| Entrenador | Entrenador | Jules Lagadeau      |       |

|  | DEL | Rolando Valdez | Entró |

|  | DEL | Theo Klein | Entró |
|  | DEL | Schenlers  | Entró |

| Anotado | 33' | José Emilio Mitrovich | 1:0 |
| Anotado | 73' | José Emilio Mitrovich | 2:1 |

| Anotado · Penal | 43' | Roy Vanenburg | 1:1 |

| Árbitro | Javier Galindo |

|            | POR        | Adrián Fernández        |       |
|            | DEF        | Leonardo McNish         |       |
|            | DEF        | Carlos Monterroso       |       |
|            | DEF        | Lijón de León           |       |
|            | DEF        | Armando Melgar          |       |
|            | MED        | Benjamín Monterroso     |       |
|            | MED        | Miguel Ángel Pérez      |       |
|            | MED        | Raúl Washington Benítez |       |
|            | DEL        | José Emilio Mitrovich   |       |
|            | DEL        | Miguel Ángel Cobián     | Salió |
|            | DEL        | Julio César Anderson    |       |
| Entrenador | Entrenador | Rubén Amorín            |       |

|            | POR        | Emile Barron        |       |
|            | DEF        | Goodrrief           |       |
|            | DEF        | Gesser              |       |
|            | DEF        | Fraam               |       |
|            | DEF        | Regillio Doest      |       |
|            | MED        | Roy Vanenburg       |       |
|            | MED        | Gerrit Waal         |       |
|            | DEL        | George Headley      | Salió |
|            | DEL        | Edwin Schal         |       |
|            | DEL        | Wensley Bundel      |       |
|            | DEL        | Humphrey Castillion | Salió |
| Entrenador | Entrenador | Jules Lagadeau      |       |

|  | DEL | Rolando Valdez | Entró |

|  | DEL | Theo Klein | Entró |
|  | DEL | Schenlers  | Entró |

| Anotado | 33' | José Emilio Mitrovich | 1:0 |
| Anotado | 73' | José Emilio Mitrovich | 2:1 |

| Anotado · Penal | 43' | Roy Vanenburg | 1:1 |

| Árbitro | Javier Galindo |

| Municipal Campeón 1.er título |